# Plouha
Plouha je naselje in občina v francoskem departmaju Côtes-d'Armor regije Bretanje. Leta 2007 je naselje imelo 4.535 prebivalcev.

## Geografija
Kraj leži v pokrajini Bretaniji ob zalivu Saint-Brieuc, 27 km severozahodno od središča Saint-Brieuca.

## Uprava
Plouha je sedež istoimenskega kantona, v katerega so poleg njegove vključene še občine Lanleff, Lanloup, Pléhédel in Pludual s 6.304 prebivalci.
Kanton Plouha je sestavni del okrožja Saint-Brieuc.

## Zanimivosti
- kapela Kermaria / Kervaria an Iskuit iz 13. stoletja, francoski zgodovinski spomenik,
- dvorec Château de Lysandré s kapelo, oranžerijo in parkom iz 18. stoletja,
- pristanišče Gwin Zegal.

## Pobratena mesta
- Killorglin (Munster, Irska),
- Palas de Rei (Galicija, Španija).